# Noordse Oorlog (1655-1660)

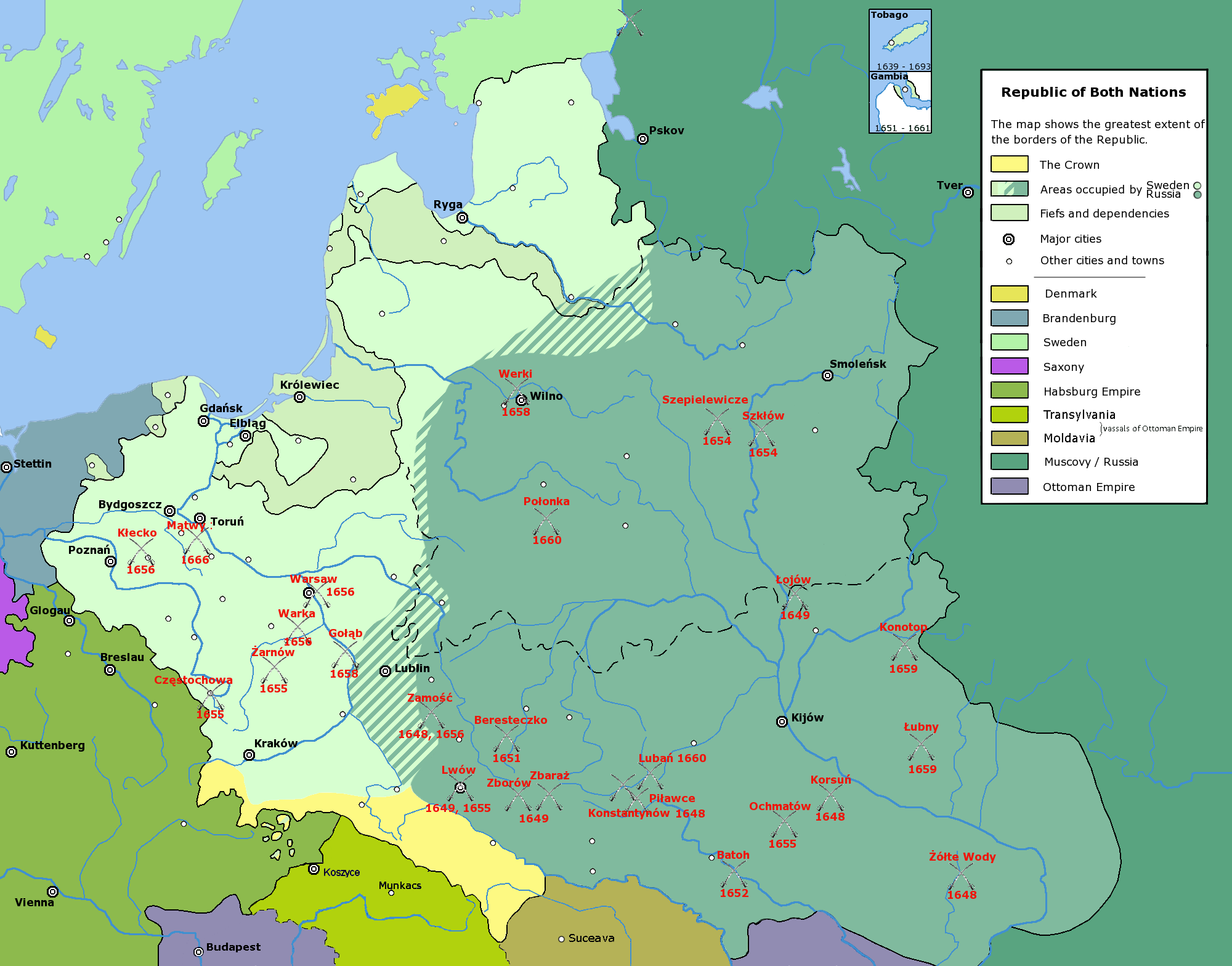
Het Pools-Litouwse Gemenebest werd tijdens de "Zweedse Zondvloed" bijna geheel bezet door Zweden en Rusland.

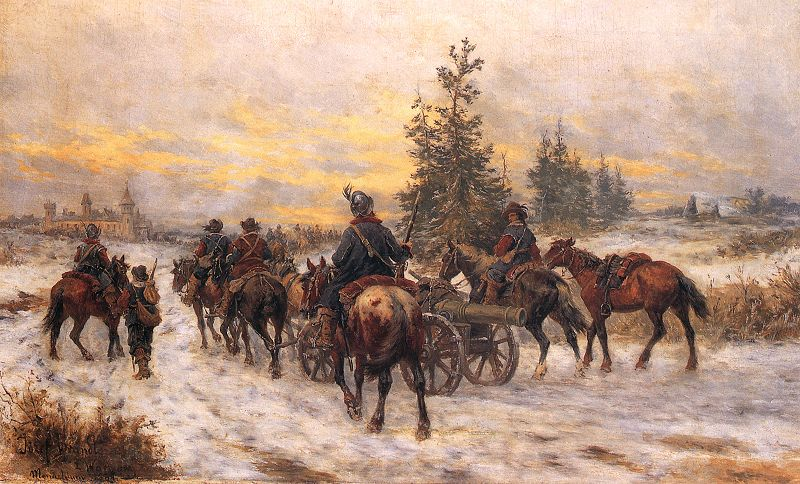
Zweedse troepen trekken op naar de Litouwse stad Kėdainiai.

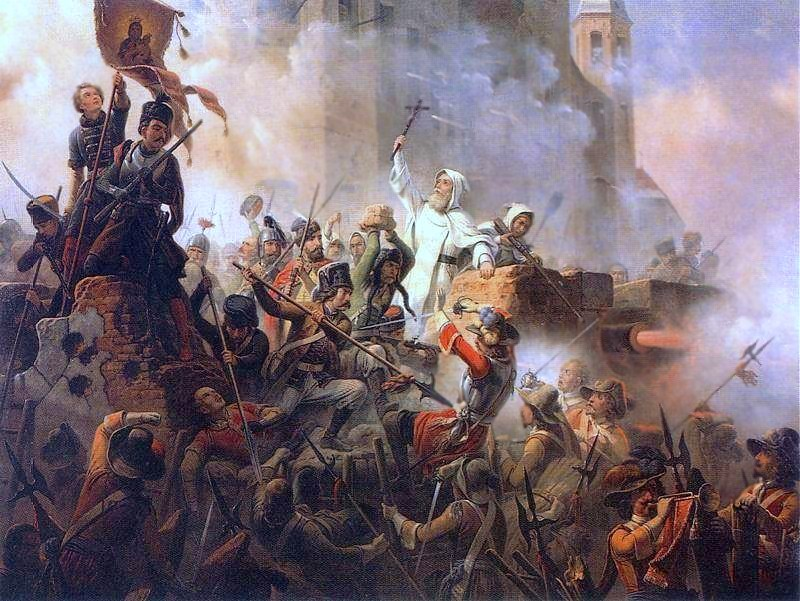
De Zweedse aanval op het klooster Jasna Góra wordt afgeslagen.

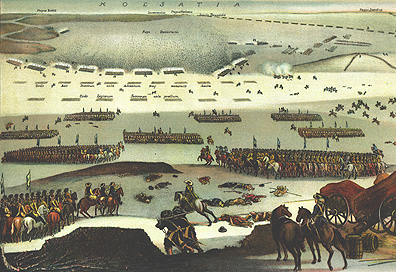
Het Zweedse leger trekt over het zee-ijs naar de Deense eilanden in februari 1658.

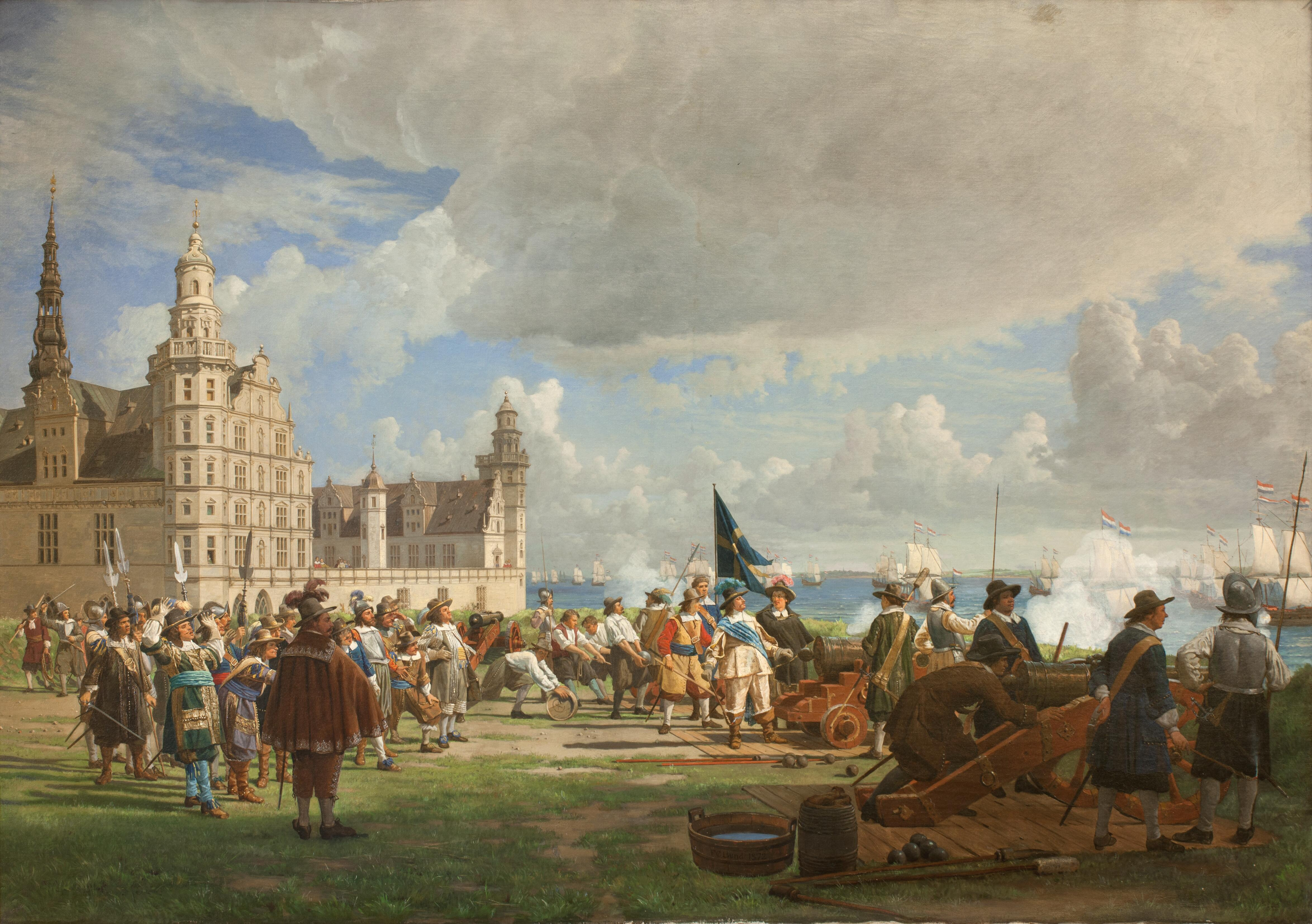
De Nederlandse vloot, geleid door admiraal Obdam, vaart de Sont binnen op 29 oktober 1658

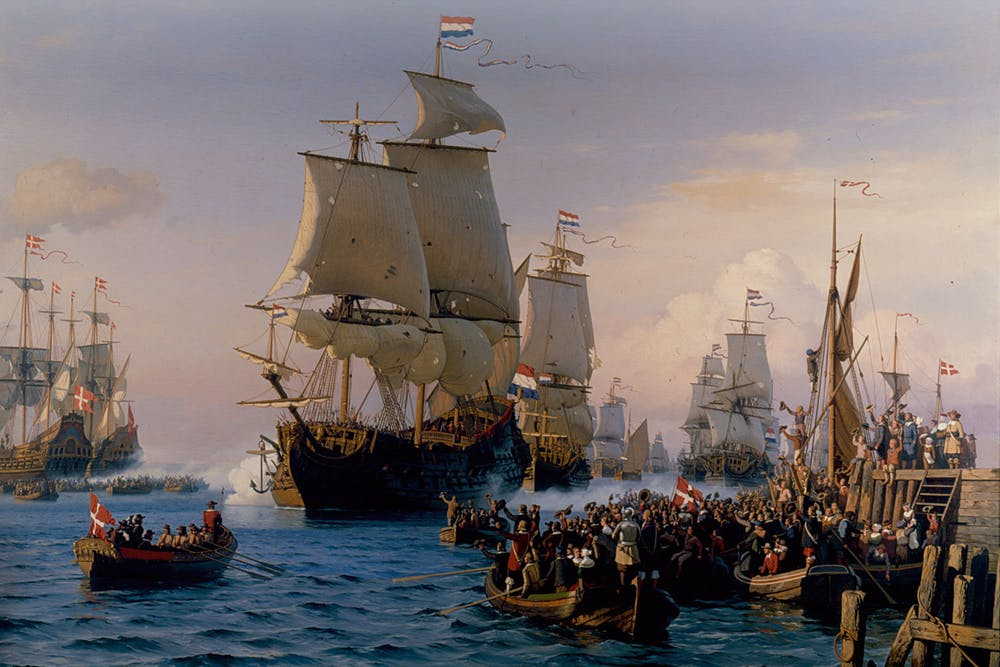
De Nederlandse vloot onder luitenant-admiraal Jacob van Wassenaer Obdam ontzet Kopenhagen

De Noordse Oorlog(en) (1655-1660), bestond uit een aantal met elkaar verbonden militaire conflicten tussen Zweden, Polen-Litouwen, Denemarken-Noorwegen en Rusland. Om hun economische of strategische belangen veilig te kunnen stellen raakten een groot aantal andere Europese staten, zoals Transsylvanië, Oostenrijk, de Nederlanden en Brandenburg-Pruisen, bij de oorlog betrokken.
Zweden behaalde een groot aantal overwinningen tijdens de oorlog, maar bij het tekenen van de vrede werd tussen Zweden en de meeste partijen terruggekeerd naar de Status quo ante bellum. Alleen Denemarken-Noorwegen stond een deel van zijn grondgebied af aan Zweden.
Onder historici bestaat geen consensus over de naamgeving van dit militaire conflict. In het artikel Noordse Oorlogen wordt hier dieper op in gegaan.

## Voorgeschiedenis
Het Pools-Litouwse Gemenebest, een van de traditionele vijanden van Zweden, werd in 1648 verscheurd door een burgeroorlog toen de Zaporozje-Kozakken in de regio van Oekraïne in opstand kwamen tegen de Poolse overheersing. De Poolse koning Wladislaus IV stierf in hetzelfde jaar waarna hij werd opgevolgd door zijn nog onervaren broer Jan II Casimir. Als vergelding voor de nederlaag tegen Polen in de Smolenskoorlog bood tsaar Alexis van Rusland de opstandelingen in 1654 militaire steun aan. In de zomer van 1654 werd Smolensk door de Russen veroverd en een jaar later bezetten de Russen bijna geheel Litouwen. De Russische opmars werd door Zweden als een bedreiging voor de Zweedse gebieden aan de Oostzee gezien, en de Zweedse koning Karel X Gustaaf probeerde een bondgenootschap aan te gaan met Polen. Jan II Casimir, als zoon van Sigismund Wasa die ook koning van Zweden was geweest, weigerde echter zijn rechten op de Zweedse troon op te geven. De militair ingestelde Karel X Gustaaf was van mening dat Zweden niet neutraal kon blijven in de oorlog en verklaarde hierop de oorlog aan Polen, in de hoop zo de Zweedse positie aan de Oostzee te versterken.

## "Zweedse Zondvloed"
In de zomer van 1655 trokken de Zweedse troepen vanuit Lijfland, onder het bevel van Magnus Gabriel De la Gardie, en uit Zweeds-Pommeren, aangevoerd door Arvid Wittenberg, Polen binnen. De Zweden rukten op naar Koninklijk Pruisen en wisten de Poolse troepen moeiteloos te verslaan. Een groot aantal Poolse en Litouwse magnaten liepen over naar de Zweden. In augustus werd Poznań veroverd, in september trok Karel X Gustaaf Warschau binnen en in oktober gaven het garnizoen van Krakau en enkele Poolse legers zich over aan de Zweden. Met uitzondering van de steden Danzig en Lwów was bijna geheel Polen door Zweden bezet en koning Karel X Gustaaf nam de titel "Beschermheer van Polen" aan.
De Zweedse overwinningen wekten de argwaan van de andere Europese staten. De Poolse bevolking kwam na plunderingen van katholieke kloosters en kerken in opstand tegen de Zweedse overheersing. Nadat Zweedse troepen tevergeefs hadden geprobeerd om het klooster Jasna Góra in te nemen, begon de bevolking een guerrillaoorlog tegen de bezetters. De overgelopen magnaten kozen opnieuw de zijde van Jan II Casimir. Door kleine garnizoenen te veroveren en veldslagen te vermijden, wisten de Polen de Zweden langzaam terug te dringen.
In juni 1656 sloten Zweedse diplomaten in Koningsbergen het Verdrag van Koningsbergen met Frederik Willem van Brandenburg, die als hertog van Pruisen een Poolse vazal en bondgenoot was geweest. De Grote Keurvorst sloot in ruil voor zijn erkenning als hertog van Pruisen een alliantie met Zweden. Zweedse en Brandenburgse troepen versloegen het Poolse leger in de Slag bij Warschau.
De rest van de oorlog in Polen verliep slecht voor Zweden. In mei 1656 had Rusland een wapenstilstand met Polen gesloten. Russische troepen vielen de Zweeds-Russische grensgebieden aan en wisten ondanks hevige Zweedse tegenstand Dorpat te bezetten. Hoewel er een wapenstilstand werd gesloten met Rusland in 1658, bleef de dreigende Russische houding een probleem voor Zweden. Nederlandse en Deense schepen ontzetten Danzig.
In 1657 sloot György (Georg) II Rákóczi, vorst van Transsylvanië, een alliantie met Zweden, als Zweden hem zou erkennen als koning van Polen. Oostenrijk, dat sinds 1656 Jan Casimir met troepen had gesteund, zette na de interventie van Georg II Rákóczi een aanzienlijk groter leger in om de Zweden en de Transsylvaniërs te kunnen bestrijden. Zodra hij wist dat hij steun zou krijgen van de Oostenrijkse keizer, sloot de Deense Koning Frederik, die aanvankelijk had geaarzeld om zich in de oorlog te storten, een alliantie met Polen en verklaarde de oorlog aan Zweden. Deense troepen trokken Bremen-Verden, Jämtland en Västergötland binnen. Frederik Willem van Brandenburg, zag in dat Zweden aan de verliezende hand was en koos in september 1657 opnieuw de Poolse zijde. Langzaam en ordelijk trokken de Zweedse troepen terug naar Zweeds-Pommeren.

## Eerste oorlog tegen Denemarken
Denemarken had, na de Vrede van Brömsebro in 1645, gezocht naar mogelijkheden om de aan Zweden verloren gebieden te heroveren en het machtsevenwicht in het Oostzeegebied weer ten gunste van Denemarken te laten verschuiven. De Zweedse problemen in Polen gaven de Deense koning Frederik III de mogelijkheid om deze doelen te verwezenlijken. Op 1 juni 1657 verklaarde hij de oorlog aan Zweden. Denemarken was voor de Zweden echter een makkelijker doelwit dan Polen eerder was geweest.
Karel X Gustaaf reageerde snel op de Deense aanvallen in Bremen en Verden en gaf een leger onder leiding van Carl Gustaf Wrangel opdracht om vanuit het zuiden Denemarken aan te vallen. Bremen werd heroverd, Holstein en Sleeswijk werden onder de voet gelopen, en Jutland werd binnengevallen. In augustus 1657 werd Kolding ingenomen en in oktober viel het fort van Frederiksodde in Zweedse handen. Heel het Deense vasteland was nu in handen van de Zweden. Denemarken had nog wel de eilanden Funen en Seeland in bezit. Hoewel het Zweedse leger groter en beter getraind was, waren de twee landen op zee ongeveer even sterk. Door het slechte weer in de herfst van 1657 konden de Denen hun vloot echter niet optimaal inzetten. De zeer strenge winter zou desastreus blijken: zowel de Kleine als de Grote Belt, de zeestraten tussen het Deense vasteland, Funen en Seeland, vroren dicht vanwege de extreme kou. Hierdoor kon de Deense vloot de eilanden niet beschermen en kon het Zweedse leger vanuit Jutland naar de eilanden optrekken. De Deense verdedigers hadden hier niet op gerekend en alleen al door de aanwezigheid van Zweedse troepen in Seeland gaven de Deense troepen zich over.
Op 26 februari 1658 werd de Vrede van Roskilde getekend waarin Denemarken bijna de helft van zijn gebied moest afstaan aan Zweden. Behalve Frankrijk en Engeland waren alle Europese landen fel anti-Zweeds. Alleen een groot Zweeds leger kon vijanden voldoende afschrikken. Zweden was echter financieel niet in staat om een groot leger te onderhouden, zonder gebruik te maken van plunderingen in het buitenland. Omdat het opnieuw aanvallen van Polen militair gezien geen optie was, koos Karel X Gustaaf voor een makkelijker doelwit: Denemarken.

## Tweede oorlog tegen Denemarken
Denemarken was al verslagen en een totale Deense nederlaag zou een inlijving bij het Zweedse rijk kunnen betekenen. Zonder enige waarschuwing vooraf verbrak de Zweedse koning de Vrede van Roskilde en voer in augustus - zes maanden na het tekenen van het vredesverdrag - met zijn vloot de haven van Kiel uit. Zijn leger landde op Seeland en veroverde Helsingør en Kasteel Kronborg. Hierdoor kwam de Sont onder Zweedse controle. Het Zweedse leger sloeg vervolgens een beleg op voor Kopenhagen. De Deense verdedigers van de stad wisten onder leiding van Frederik III de Zweedse troepen buiten de stad te houden. In november voer een Nederlandse vloot de Sont in om Kopenhagen te ontzetten, waarbij in de Slag in de Sont de Zweedse vloot werd verslagen. Tegelijkertijd trok een Keizerlijk-Brandenburgs-Pools leger op naar Jutland om de Zweedse troepen over land aan te vallen.
Het Zweedse leger zat in een benarde positie: de terugweg was zowel over land als water afgesloten door vijanden. Dat Zweden zich uit deze situatie kon redden, kwam door een gelukkige samenloop van omstandigheden. Kort nadat Karel X Gustaaf teruggekeerd was naar Zweden, stierf hij aan een longontsteking. Zijn zoon Karel XI was slechts vijf jaar oud en de regentenregering wilde daarom zo snel mogelijk vrede sluiten. De vijanden van Zweden waren onderling verdeeld en zagen ook geen mogelijkheid de oorlog voort te zetten.

## Gevolgen van de oorlog
De oorlog werd beëindigd met drie vredesverdragen. De Vrede van Oliva werd gesloten op 3 mei 1660 tussen Zweden, Brandenburg, Polen en het Heilige Roomse Rijk. Polen erkende hierin het Zweedse bezit van Lijfland en Riga, en Jan II Casimir gaf zijn rechten op de Zweedse kroon formeel op. De soevereiniteit van het Hertogdom Pruisen tegenover de Poolse koning werd nogmaals erkend. Verder bleef de situatie zoals die voor de oorlog was geweest.
Met Denemarken tekende Zweden de Vrede van Kopenhagen op 23 mei 1660. Hierin werden de tijdens de Vrede van Roskilde aan Zweden afgestane gebieden Trøndelag, Møre og Romsdal en het eiland Bornholm aan Denemarken teruggegeven. Zweden behield Skåneland, waardoor Denemarken de controle over de Sont definitief verloor.
Rusland en Zweden tekenden in 1661 de Vrede van Kardis, waardoor het na de in 1658 gesloten Wapenstilstand niet opnieuw tot oorlog tussen de beide landen kwam.
De Deense nederlaag in de oorlog markeerde de opkomst van het absolutisme. Tijdens de "revolutie" van 1660 werd de macht van de edelen, die werden gezien als schuldig aan de Deense nederlaag, tot een minimum beperkt en die van de koning vergroot. In 1665 werd dit in de Lex Regia grondwettelijk vastgelegd. In Polen werden ook pogingen gedaan tot hervormingen die de macht van de koning moesten vergroten, maar deze werden tegengehouden door een succesvolle opstand onder leiding van Jerzy Sebastian Lubomirski. De internationale machtpositie van Polen werd hierdoor nog verder ondermijnd. In Zweden leidde de uiteindelijke nederlaag juist tot een aristocratische reactie: de regentenregering van Karel XI nam maatregelen om het land te beschermen tegen koninklijke machtsuitbreidingen.